# Malá písňová forma
Malá písňová forma je hudební forma, která může být jednodílná (a), dvojdílná (a b), třídílná (a b a, a b c), nebo i vícedílná. Jednotlivé díly mají rozměr věty, periody nebo dvojperiody. Může být rozšířená nebo zúžená, případně obohacena o předehru nebo codu.

## Malá jednodílná písňová forma
Tato písňová forma se značí „a“ a je to buď perioda nebo dvojperioda. 

## Malá dvojdílná písňová forma
Tato písňová forma se značí „a b“. Jsou 2 typy: bez návratu a s malým návratem.
Malá dvojdílná písňová forma bez návratu je méně častý typ, kdy oba díly jsou důsledně odlišné. Setkáváme se s ní v drobných skladbách a tancích barokní suity. Velmi častý případ je píseň s refrénem- a=sloka, b=refrén.
Malá dvojdílná písňová forma s malým návratem je velmi častý typ, kdy se ve druhé polovině dílu „b“ zopakuje úsek z dílu „a“.

## Malá třídílná písňová forma
Dělí se na 2 podtypy: Malá 3dílná forma s reprízou a malá 3dílná bez reprízy.
Malá třídílná písňová forma s reprízou se značí „a b a“. Je složena ze 3 vět, z nichž se třetí věta shoduje s první.
Malá třídílná písňová forma bez reprízy se značí „a b c“. Tato forma je velmi vzácná, protože působí rozdrobeně (nemá žádný návrat). Pokud se ovšem vyskytne, nesmí působit rozdrobeně, tudíž musí být věty motivicky příbuzné. Častější typ je ten, že se zopakuje díl „a“ a tím vzniká malá písňová forma čtyřdílná „a b c a“.
Opakem malé písňové formy je velká písňová forma.